# Chargé d’affaires
Chargé d’affaires (franskt uttal: [ʃaʁʒe dafɛʁ]) är en diplomat som tjänstgör som chef för en beskickning, antingen som tillfällig ersättare vid en ambassad, legation eller apostolisk nuntiatur, eller som permanent chef för en beskickning av lägre rang.
En chargé d’affaires har samma uppdrag, privilegier och immunitet som en ambassadör eller envoyé, men placeras efter övriga beskickningschefer i rangordning. Begreppet definieras i Wienkonventionen om diplomatiska förbindelser.

## Etymologi
Chargé d’affaires (franska: som fått i uppdrag att sköta verksamhet, femininum: chargée d’affaires, plural: chargés d’affaires) förekommer i svenskan sedan 1763 och om svenska ämbetsmän från 1809. Uttrycket kommer från franskan, men har även lånats in i andra språk såsom tyska och engelska.
Den franska roten chargé avser att vara belastad med något, här i betydelsen att ha fått uppdraget. Affaires, ursprungligen à faire, det vill säga ”att göra”, avser angelägenheter, verksamhet, ärenden eller handel. En chargé d’affaires är således den som fått i uppdrag att hantera statens angelägenheter.

## Typer av chargé d’affaires

### Chargés d’affaires ad interim
Chargé d’affaires ad interim är den som tillfälligt tjänstgör som chef för en beskickning när den ordinarie beskickningschefen är förhindrad att tjänstgöra eller när beskickningschefen har sin fasta bosättning i ett annat land än värdlandet. I detta fall är chargé d’affaires ad interim ett tillägg till diplomatens ordinarie ställning som minister, ambassadråd eller liknande.
Wienkonventionen om diplomatiska relationer ställer inga krav på rang eller formell ställning för den som ska tjänstgöra som chargé d’affaires ad interim; vem som helst i den diplomatiska personalen kan fullgöra uppgiften. Även administrativ och teknisk personal kan utses som chargé d’affaires ad interim, under förutsättning att mottagarlandet godkänner det.

### Chargé d’affaires en pied / Chargé d’affaires en titre
Chargé d’affaires en pied eller chargé d’affaires en titre avser en permanent beskickningschef för en beskickning med lägre rang än ambassad eller legation. Precis som övriga beskickningschefer ansvarar en sådan chargé d’affaire självständigt för att leda beskickningens arbete.
Charge d'affaires en titre har sitt historiska ursprung i den tidigmoderna tiden, då chargé d'affaires (utan ytterligare bestämning) användes som en av många beteckningar för underordnade diplomater.
Till skillnad från övriga beskickningschefer, som sänds ut av och ackrediteras hos ländernas respektive statschefer, är en chargé d’affaires en pied utsänd av och ackrediterad hos ländernas utrikesministrar.
Användningen av chargé d’affaires en pied eller en titre har blivit allt mer ovanlig under 1900-talets andra hälft, men kan förekomma i de fall där det är omöjligt eller oönskat att sända eller utväxla högre diplomater. Exempel på sådana tillfällen kan vara under politiska sanktioner, såsom skedde under Sydafrikas apartheidregim, eller i samband med krig eller krigshot, såsom inför Falklandskriget.